# Баевский (Орловская область)
Баевский — посёлок в Болховском районе Орловской области. Входит в состав Бориловского сельского поселения.
Расположен примерно в 5 км к югу от села Борилово.